# I’ve Been Waiting for You
I’ve Been Waiting for You ist eine Popballade der schwedischen Band ABBA von 1974, die von Benny Andersson, Björn Ulvaeus und Stig Anderson geschrieben wurde.

## Hintergrund
Zunächst wurde die Ballade als B-Seite der Single So Long veröffentlicht, dann erschien sie 1975 bei Epic Records auf dem Album ABBA.
Der Song erreichte in den belgischen Charts Platz 42 und in Neuseeland Platz 8.
Das Lied wird auch im Soundtrack zu dem Film Mamma Mia! Here We Go Again (2018) verwendet.

## Coverversionen
- 1977 Gina, Dale Haze and the Champions (Platz 8 in Irland)[2]
- 1977: Nashville Train